# Simulium itaunense
Simulium itaunense é uma espécie de borrachudo hematófago pertencente ao gênero Simulium.